# Saint-Saturnin (Cher)
 Saint-Saturnin  ist eine französische Gemeinde mit 440 Einwohnern (Stand 1. Januar 2022) im Département Cher in der Region Centre-Val de Loire. Die Gemeinde  gehört zum Kanton Châteaumeillant im Arrondissement Saint-Amand-Montrond.

## Lage
Saint-Saturnin liegt etwa 20 Kilometer südöstlich von Angers. Das Gemeindegebiet wird im Südwesten vom Flüsschen Taisonne durchquert.

## Bevölkerungsentwicklung
| Jahr                       | 1962 | 1968 | 1975 | 1982 | 1990 | 1999 | 2007 | 2016 |
| Einwohner                  | 931  | 830  | 683  | 605  | 513  | 466  | 428  | 420  |
| Quellen: Cassini und INSEE |      |      |      |      |      |      |      |      |